# Hermann Geis (Fußballspieler)
Hermann Geis (* 23. Mai 1881; † 1957) war ein deutscher Fußballspieler.

## Karriere

### Freiburger FC
Geis, in Freiburg im Breisgau die Höhere Schule besuchend, wurde vom Treiben der 40 bis 50 Engländer im Alter von 16 bis 20 Jahren, der – seit dem Jahr 1889 in der Dreisamstraße eröffneten – englischen Kadettenanstalt, in den Bann gezogen. Sport, insbesondere Hockey und Fußball, gehörten zum täglichen Erziehungsprogramm.
Er schloss sich dem am 17. Dezember 1897 von 14 Schülern der älteren Jahrgänge gegründeten Freiburger FC im Jahr 1898 an und blieb bis 1899 diesem als Torhüter angehörig. Er nahm mit der Mannschaft an der vom Verband Süddeutscher Fußball-Vereine ersten ausgetragenen Endrunde um die Süddeutsche Meisterschaft 1898/99 teil. Das am 8. Januar 1899 in Karlsruhe erreichte Finale wurde mit 6:1 gegen den 1. FC Pforzheim gewonnen.

### FC Bayern München
Im Jahr 1900 begab er sich gemeinsam mit Ernst Schottelius, Specht und Schilling, die ihr begonnenes Studium fortzuführen gedachten, nach München und schloss sich dem neu gegründeten FC Bayern München an. Diese „Abordnung“ wird Gustav Manning zugeschrieben, mit der Absicht „dem neuen Verein und Verbündete bei der Etablierung des Verbandes in Bayern das Überleben zu garantieren.“ Er, Mitbegründer und aktiver Spieler des Freiburger FC und dessen erster Vorsitzender, 1897 zum Schriftführer des Verband Süddeutscher Fußball-Vereine (VSFV) gewählt, wollte München, das bisher auf der Fußballlandkarte nicht existent war, in den Verband integrieren. Zu diesem Zweck hatte er mit Franz John und Josef Pollack, die er aus seiner Pankower bzw. Freiburger Zeit kannte, zuvor nach München entsandt um seine Bemühungen voranzutreiben. Geis blieb dem FC Bayern München, der im Sommer 1900 dem VSFV beitrat, bis 1904 zugehörig. Während seiner Vereinszugehörigkeit gewann er mit den Bayern dreimal die Münchner Stadtmeisterschaft. Mit dem Erfolg aus dem Jahr 1904 war der FC Bayern München das zweite Mal für die Endrunde um die Süddeutsche Meisterschaft qualifiziert. Das am 13. März bei den Stuttgarter Cickers ausgetragene Viertelfinale verlor er mit seiner Mannschaft mit 0:2; zu seinen Mitspielern gehörten Bender, Bermühler, Crupe, Eicke, Friederich, Hesselink, Krause, Naegele, Schmid und Zumpe.

## Erfolge
Freiburger FC
- Süddeutscher Meister 1899

FC Bayern München
- Münchner Stadtmeister 1902, 1903, 1904